# Anna Airola
Anna Airola (* 1994 in Kokkola) ist eine finnische Schauspielerin.

## Leben
Anna Airola wuchs in Kokkola auf. Sie ist die Tochter der Journalistin Outi Airola. 
Ihre Schwester Oona Airola ist ebenfalls Schauspielerin. Ihre Schwester Laura arbeitet als Singer/Songwriterin, ihre Schwester Sara als Zirkusartistin und ihr Bruder Aaro Airola ist Musiker. Sie studierte an der Theaterakademie Helsinki.  Ihr Debüt gab sie 2010 in dem Film Taulukauppiaat. Danach spielte sie 2016 in dem Film Der glücklichste Tag im Leben des Olli Mäki mit. 
Anschließend war sie 2019 in der Serie Justimus esittää: Duo zu sehen. Von 2019 bis 2022 bekam Airola in der Fernsehserie Aikuiset die Hauptrolle. Außerdem trat sie 2022 in Transport auf. Im selben Jahr setzte Airola ihre Karriere in True Story Suomi fort. Zudem bekam sie die Auszeichnung Kultainen Venla 2022 als Beste Hauptdarstellerin des Jahres.

## Filmografie (Auswahl)
Filme
- 2010: Taulukauppiaat
- 2013: Hevoshullu
- 2016: Der glücklichste Tag im Leben des Olli Mäki
- 2020: Rituaaliystävä
- 2021: Souturetki
- 2023: Laitapuolen hyökkääjä

Serien
- 2019: Justimus esittää: Duo
- 2019–2022: Aikuiset
- 2022: Transport
- 2022: True Story Suomi